# Ahrweiler
Ahrweiler é um distrito (Kreis ou Landkreis) da Alemanha localizado no estado da Renânia-Palatinado.

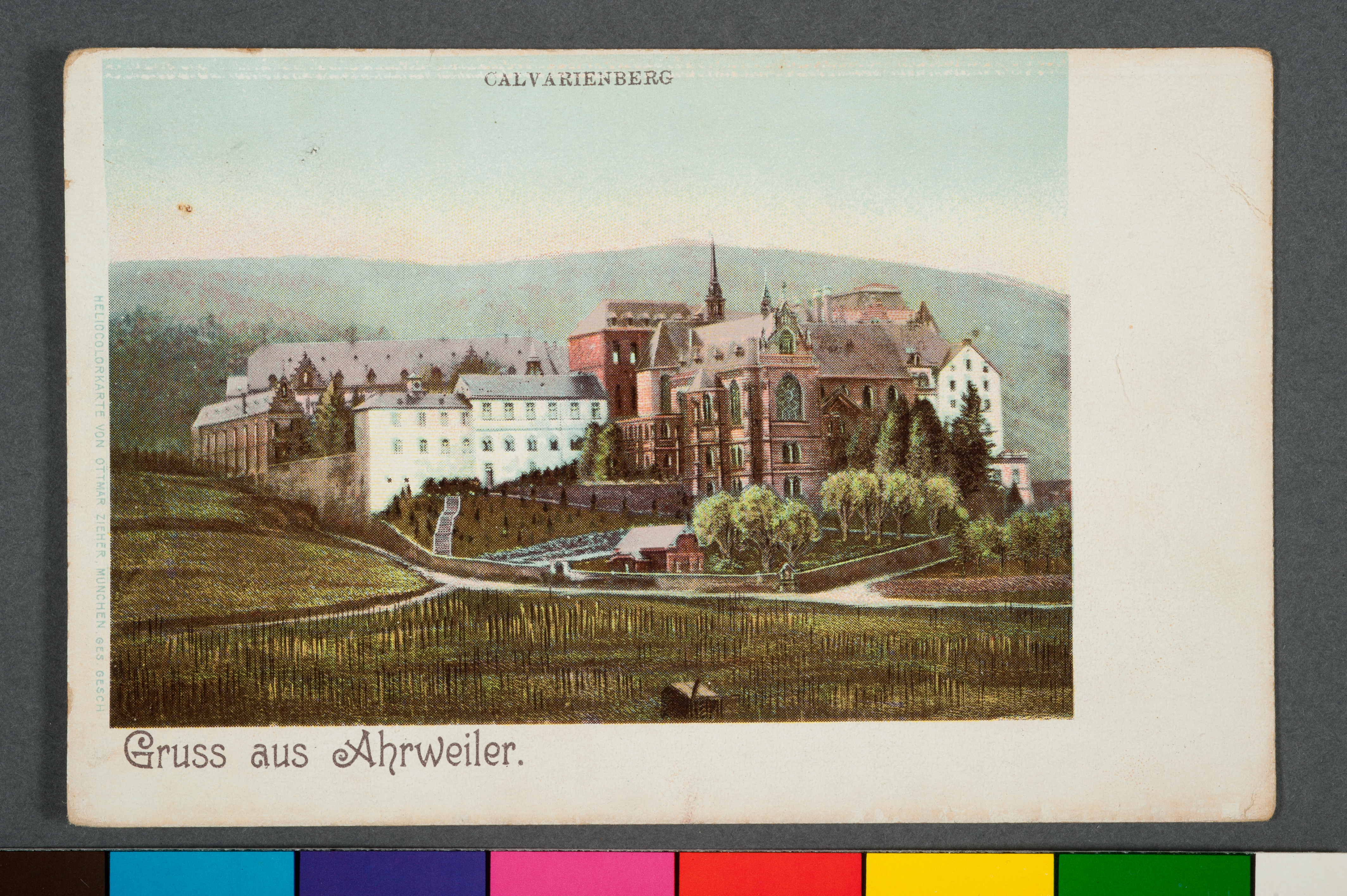
Cartão postal antigo de Arhweiler por Ottmar Zieher

## Subdivisões
| Cidades                                                                 | Verbandsgemeinden | |
| ----------------------------------------------------------------------- | --- | --- |
| 1. Bad Neuenahr-Ahrweiler 2. Remagen 3. Sinzig Municípios 1. Grafschaft | - 1. Adenau 1. Adenau1, 2 2. Antweiler 3. Aremberg 4. Barweiler 5. Bauler 6. Dankerath 7. Dorsel 8. Dümpelfeld 9. Eichenbach 10. Fuchshofen 11. Harscheid 12. Herschbroich 13. Hoffeld 14. Honerath 15. Hümmel 16. Insul 17. Kaltenborn 18. Kottenborn 19. Leimbach 20. Meuspath 21. Müllenbach 22. Müsch 23. Nürburg 24. Ohlenhard 25. Pomster 26. Quiddelbach 27. Reifferscheid 28. Rodder 29. Schuld 30. Senscheid 31. Sierscheid 32. Trierscheid 33. Wershofen 34. Wiesemscheid 35. Wimbach 36. Winnerath 37. Wirft | - 2. Altenahr 1. Ahrbrück 2. Altenahr1 3. Berg 4. Dernau 5. Heckenbach 6. Hönningen 7. Kalenborn 8. Kesseling 9. Kirchsahr 10. Lind 11. Mayschoß 12. Rech - 3. Bad Breisig 1. Bad Breisig1, 2 2. Brohl-Lützing 3. Gönnersdorf 4. Waldorf - 4. Brohltal 1. Brenk 2. Burgbrohl 3. Dedenbach 4. Galenberg 5. Glees 6. Hohenleimbach 7. Kempenich 8. Königsfeld 9. Niederdürenbach 10. Niederzissen1 11. Oberdürenbach 12. Oberzissen 13. Schalkenbach 14. Spessart 15. Wassenach 16. Wehr 17. Weibern |
| 1sede do Verbandsgemeinde; 2cidade                                      | | |